# The War Within
The War Within ist das vierte Studioalbum der US-amerikanischen Metal-Band Shadows Fall. Es wurde am 20. September 2004 durch Century Media veröffentlicht.

## Entstehung
Nach der Veröffentlichung des Vorgängeralbums The Art of Balance waren Shadows Fall über ein Jahr lang auf Tournee. Nach dem Ende der Konzertreisen wurde die Band unter Zeitdruck gesetzt. Sowohl das Management als auch die Plattenfirma Century Media wollten schnell einen Nachfolger veröffentlichen. Dieser ausgeübte Druck inspirierte Sänger Brian Fair zu dem Lied „Inspiration on Demand“. In einem Zeitraum von einem halben Jahr schrieb die Band zehn Lieder, die auch alle für das Album verwendet wurden.
Aufgenommen wurde The War Within im Tonstudio Planet Z in Hadley. Produziert und gemischt wurde das Album von „Zeuss“ (bürgerlich Chris Harris). Schlagzeuger Jason Bittner brauchte für die Aufnahmen seiner Parts lediglich sieben Stunden. Das Mastering übernahm Alan Douches. Musikvideos wurden für die Lieder „The Power of I and I“ und „What Drives the Weak“ gedreht.

## Titelliste
1. The Light that Blinds – 4:58
2. Enlightened by the Cold – 3:02
3. Act of Contrition – 3:40
4. What Drives the Weak – 4:43
5. Stillness – 4:53
6. Inspiration on Demand – 3:52
7. The Power of I and I – 3:34
8. Ghost of Past Failures – 4:12
9. Eternity Is Within – 4:07
10. Those Who Cannot Speak – 5:17

## Rezeption
Uwe „Buffo“ Schnädelbach schrieb in seiner Rezension, dass Shadows Fall mit The War Within zum „fehlenden Bindeglied zwischen Thrash und Metalcore mit eigener Nische geworden sind“ und gab dem Album 8,5 von zehn Punkten. Für Christof Leim vom Metal Hammer „kracht die Scheibe wie Hölle“. Er lobte die Gitarrenarbeit und bescheinigte Jon Donnais, einige „fabelhafte Soli“ spielt. Leim vergab dem Album sechs von sieben Punkten. Kritischer zeigte sich das Onlinemagazin In Your Face, dessen Rezensent Ralf kritisierte, dass die Songs über die Länge des Albums schnell vorbeirutschen, ohne dass sie als Vorschlaghammer empfunden wurden. Das Album erhielt sechs von zehn Punkten.
The War Within erreichte Platz 20 der US-amerikanischen Albumcharts. Insgesamt verkaufte sich das Album in den Vereinigten Staaten über 300.000 Mal. In den Buch Best of Rock & Metal des deutschen Rock-Hard-Magazins, in dem die nach Meinung der Rock-Hard-Redaktion 500 stärksten Metal- und Hard-Rock-Alben aller Zeiten aufgeführt werden, belegte The War Within Platz 370